# Parachrysina truquii
Parachrysina truquii là một loài bọ cánh cứng trong họ Scarabaeidae.